# Hungria nos Jogos Olímpicos de Inverno de 1956
A Hungria mandou 2 competidores que disputaram uma modalidade nos Jogos Olímpicos de Inverno de 1956, em Cortina d'Ampezzo, na Itália. A delegação conquistou 1 medalha no total, sendo uma de bronze.